# F. Bordewijk
Ferdinand Bordewijk (Amsterdam, 10 oktober 1884 – Den Haag, 28 april 1965), auteursnaam F. Bordewijk, was een Nederlandse schrijver van romans, novellen, toneel, prozagedichten, parodieën, grafredes en kritieken. Zijn beroep was advocaat. Hij is vooral bekend van het trio korte werken Blokken (1931), Knorrende beesten (1933) en Bint (1934), en van de roman Karakter (1938), die in 1997 door Mike van Diem verfilmd werd. Zelf vond Bordewijk de roman Noorderlicht (1948) zijn beste boek.
Hij ontving in 1953 de P.C. Hooft-prijs voor twee werken: de novellebundel Studiën in volksstructuur (1951) en de roman De doopvont (1952). De Vijverbergprijs van de Jan Campertstichting werd in 1979 omgedoopt tot Bordewijkprijs. F. Bordewijk geldt met Simon Vestdijk als de belangrijkste Nederlandse prozaïst van zijn generatie.

## Levensloop
Ferdinand Johan Wilhelm Christiaan Karel Emil Bordewijk werd op 10 oktober 1884 geboren in de Jan Steenstraat te Amsterdam. Deze zes voornamen liet hij op 13 maart 1919 bij beschikking van de arrondissementsrechtbank in Den Haag wijzigen in Ferdinand.
Zijn vader werkte bij het departement van Waterstaat. Een jaar na zijn geboorte verhuisde de familie naar het Singel 198. Deze woning heeft Bordewijk beschreven in de novelle 'Keizerrijk' uit de bundel De wingerdrank uit 1937. In 1894 verhuisde het gezin naar Den Haag, het begin van een reeks verhuizingen binnen deze stad die mogelijk aan de basis heeft gestaan van de opvallende aandacht voor architectuur die het werk van Bordewijk laat zien.
Bordewijk doorliep het gymnasium aan het Hoge Westeinde. Daarna studeerde hij rechten aan de Rijksuniversiteit Leiden. Hij promoveerde daar op vrijdag 3 mei 1912 op 30 stellingen tot doctor in de rechtswetenschap. In 1913 werd hij als advocaat beëdigd en kwam als junior op een groot advocatenkantoor in Rotterdam. Een deel van de inspiratie voor de roman Karakter werd een kwart eeuw later gebaseerd op deze ervaringen. In 1914 trouwde hij met de Nederlandse componiste Johanna Roepman.
In 1916 debuteerde hij zonder veel succes met de dichtbundel Paddestoelen onder het pseudoniem Ton Ven, dat hij ook later enige malen gebruikte. In 1918-1920 was Bordewijk kort docent handelsrecht aan de Handelsschool aan het Van Alkemadeplein in Rotterdam. Indrukken die hij daar opdeed vormden de kiem van de vijftien jaar later geschreven roman Bint. Daarna werd hij advocaat te Schiedam. Hij bleef in Den Haag wonen, uitgezonderd vier maanden in 1945 waarin het bombardement op het Bezuidenhout hem tot een verblijf te Leiden noopte.

### Drie bundelsFantastische vertellingen
Als prozaïst debuteerde Bordewijk met Fantastische vertellingen (1919), een bundel met vijf novellen of verhalen: Wat ik vond bij Baruch Blazer, Dr. Kalkemeijer en de dood, De noordkant van den Näobühler, In plenitudine Christi, Twee proeven genomen op Jos van der Haerden.
Daarna volgden Fantastische vertellingen: tweede bundel (1923, eveneens vijf verhalen) en Fantastische vertellingen: derde bundel (1924, drie novellen). De dertien vertellingen uit de drie bundels worden gezien als griezelverhalen met absurde wendingen (in De rode grijsaard uit de derde bundel trouwt een vrouw met een aap).
Deze fantastische vertellingen zouden in de kiem al enige kenmerken van Bordewijks latere verhalen tonen. Overheersende motieven zijn waanzin, mismaaktheid, misdadigheid en ontucht, waarvan vooral de misdadigheid in het latere werk vaak zal terugkeren. Er is sprake van schizofrene achtervolgingswaanzin (Dr. Testal's dubbelganger, tweede bundel), van op moord uitlopende godsdienstwaanzin (In plenitudine Christi, eerste bundel), van overspel (Talamon of Ye Olde Bowe, tweede bundel) en van een massamoordenaar (Marion Quinn, derde bundel). Een tweede overeenkomst met de latere Bordewijk is de fantastische aard van veel verhalen, niet alleen in de beperkte betekenis van bovennatuurlijk of onwaarschijnlijk, maar ook in bredere zin opgevat als zeldzaam of merkwaardig. Zo handelt Tatjana uit de tweede bundel over een Hollandse koopman die de dochter van een tsaar uit het revolutionaire Rusland tracht te smokkelen.
Het verhaal Marion Quinn uit de derde bundel is in tweeërlei opzicht een overgangsverhaal. Literair-esthetisch wordt het door sommige critici gezien als superieur aan de andere onderdelen van de drie bundels. Naar de inhoud wijst het vooruit naar de korte prozawerken zonder literaire pretenties die Bordewijk vanaf 1950 zou publiceren. Bij alle ontwikkeling die hij nog door zou maken, toonde Bordewijk zich hier in één opzicht al meteen stijlvast: van meet af aan leverde zijn verbeelding proza op met een kenmerkende lengte van enkele tientallen bladzijden.

#### Fantastische vertellingenin de literaire kritiek
De literaire kritiek reageerde in meerderheid afwijzend op de bundels. De eerste bundel lijkt de dagbladpers te zijn ontgaan, maar een citaat uit de recensie in De Nieuwe Gids werd afgedrukt op de flaptekst van de tweede bundel. Hierin werd Bordewijk een bescheiden plaatsje naast Edgar Allan Poe en E.T.A. Hoffmann toebedeeld. Dat was reden voor het dagblad Voorwaarts van 23 juli 1923 om in zijn recensie van de tweede bundel de meeste plaatsruimte aan Poe te wijden, om vervolgens te concluderen dat Bordewijk niet in diens schaduw kon staan. In Het Volk van 18 juli 1923 schamperde A.M. de Jong over "dit stumperige poginkje om een uitheems genre in onze litteratuur in te voeren" en zag de door "anderen" gemaakte vergelijking met Poe aan voor hoogmoed van de auteur zelf: "Ach, deze arme meneer Bordewijk, die zo gaarne een Hollandse Poe wou lijken". Ook in besprekingen van de derde bundel werd de vergelijking met Poe gemaakt. Onder de kop 'Rare menschen' oordeelde De Telegraaf van 10 januari 1925 dat Bordewijks vertellingen "toch nog niet van die benauwende spanning zijn als Poe's beroemde gruwelhistories". Er was echter één kritiek, in Het Vaderland van 24 november 1924, waarin over de aard van Bordewijks werk werd gesproken in andere bewoordingen. Bordewijk houdt zijn lezers voortdurend onder een beklemming of een angstig voorgevoel: "dit te bereiken is het geheim van Bordewijks eigenaardige kunst." Gezien de andere recensies is het opmerkelijk dat Bordewijk niet als een epigoon van Poe, maar als een eigenaardig, dus oorspronkelijk kunstenaar wordt omschreven.
In een later artikel in het literaire tijdschrift Spiegel der Letteren, geschreven door J.A. Dautzenberg, worden de bundels van Bordewijk gezien als producten van een nog onrijp schrijverschap. De voornaamste kritiek luidt dat Bordewijk worstelt met een genre dat hij nog niet beheerst: het griezelverhaal. Dit genre vergt een juiste balans tussen het alledaagse en het absurde, waarbij Bordewijk al te vaak de balans naar het laatste zou doen overslaan.

### TritsBlokken-Knorrende beesten-Bint
Bordewijk kreeg meer erkenning met de drie korte romans Blokken (1931), Knorrende beesten (1933) en Bint (1934), twee langere romans: Rood paleis (1936) en Karakter (1938) en de verhalenbundel De wingerdrank (1937). Blokken is een roman over een dystopie en verscheen één jaar eerder dan Brave New World van Aldous Huxley, een roman die hij "een enorme prul" noemde.

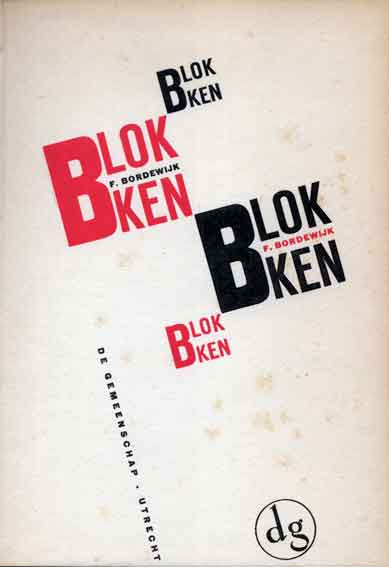
Blokken (1931) Omslagontwerp A.M. Oosterbaan
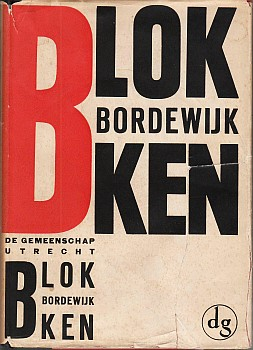
Stofomslag (1931)
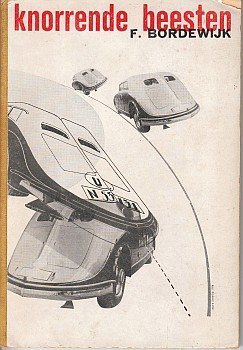
Knorrende beesten (1933) Omslagontwerp Oosterbaan en Kees Strooband
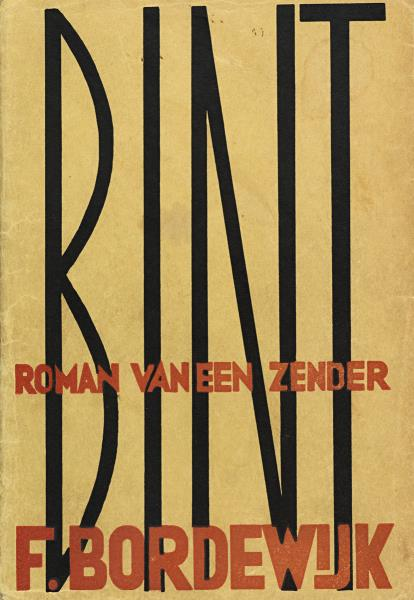
Bint (1934) Omslagontwerp A.M. Oosterbaan

Dit vooroorlogse proza is in verband te brengen met stromingen als magisch realisme, surrealisme (vooral De wingerdrank) en expressionisme, met name de korte romans Blokken, Knorrende beesten en Bint). Bordewijks schrijfstijl weerspiegelt de thematiek van zijn romans. Een deel van zijn werk, bijvoorbeeld de veelgelezen roman Bint over een streng onderwijsregime, kenmerkt zich door een uiterst afgemeten taalgebruik: korte, kernachtige, soms elliptische zinnen en weinig bijvoeglijke naamwoorden. Deze taalhantering is kenmerkend voor stromingen als het expressionisme en de Nieuwe zakelijkheid. Het omgekeerde komt ook voor: in de psychologische roman Eiken van Dodona (1946) wordt uitvoerig bespiegeld over de worsteling van kunstenaars met het creatieve proces. Later, zoals in de roman Bloesemtak (1955), werd Bordewijks toon milder dan daarvoor.
Bordewijk huwde op 1 augustus 1914 de Nederlandse componiste Johanna Roepman (1892-1971). Zij kregen een zoon Robert F. Bordewijk die ook in de advocatenpraktijk van zijn vader ging werken en een dochter Nina (Nick) Funke-Bordewijk (1918-1995), ook letterkundige. Hij schreef het libretto voor haar opera Rotonde uit 1941. Zij zagen elkaars scheppingen als eersten en haalden wederzijds de fouten eruit.

### Oorlogsjaren 1940-1945
De familie Bordewijk zat in het kunstenaarsverzet. In 1944 publiceerde Bordewijk in de Quousque Tandem-reeks van de illegale uitgeverij De Bezige Bij onder het pseudoniem Emile Mandeau zijn novelle Verbrande erven, terwijl zijn echtgenote de muziek componeerde bij het eveneens door de Bij gedrukte lied Uit het diepst van mijn hart van J.J.G. Zwanniken. In de hongerwinter verdeelde Bordewijks echtgenote 350 kilo bloembollen over acht adressen. Op 3 maart 1945 werd het huis van het gezin Bordewijk verwoest door het bombardement op het Bezuidenhout. Daarbij ging zijn omvangrijke bibliotheek verloren. Bordewijk zelf bleef ongedeerd. Namens De Bezige Bij stuurde Charles van Blommestein hun duizend gulden als steun.

### Na 1945
Bordewijk had zitting, omstreeks de jaren zestig, in de straatnamencommissie en in samenspel met hem kwamen de Haagse wijken Bouwlust en Vrederust aan straten die eindigen op 'zicht', 'rade', 'stede' en 'dreef'.

### Bordewijk en de dood
In zijn laatste levensjaren toonde Bordewijk steeds meer aandacht voor de eindigheid van het leven. Al eerder schuwde hij humor over dit onderwerp niet in de verhalen die werden gebundeld als De Laatste Eer, verschenen in 1935. Zijn voorlaatste roman Tijding van ver (1961) eindigt met de dood door een val van de trap van de hoofdpersoon Alwyn Braam Bouwens, die gedurende zijn gehele leven was geobsedeerd door de dood en het sterven.

### Overlijden
Advocaat en letterkundige Bordewijk stierf op 80-jarige leeftijd op 28 april 1965 aan een longontsteking en is op eigen verzoek op 3 mei in alle stilte op Oud Eik en Duinen in Den Haag begraven.

## Invloed en actualiteit
Bordewijks geheel eigen thematiek en stijl zorgden niet voor een uitgebreide navolging. Zijn werk wordt nog wel steeds druk gelezen: zo verschenen in de periode 2000-2015 meer dan dertig herdrukken, en vertalingen in het Italiaans, Engels, Duits, Turks en Slowaaks. In 2014 werd het Bordewijkgenootschap opgericht, dat activiteiten rond de vijftigste sterfdag van Bordewijk in 2015 organiseerde.

## Verzameld werk
Bordewijks Verzameld werk (1982-1991), verschenen bij uitgeverij Nijgh & Van Ditmar, zou oorspronkelijk bestaan uit elf delen, maar het werden er uiteindelijk 13: vijf delen romans, vier delen verhalen en novellen, twee delen varia met verspreide publicaties met onder meer gedichten en toneelstukken, en twee delen kritisch proza met in het afsluitende deel nog een bibliografie en registers.
1. Blokken; Knorrende beesten; Bint; Rood paleis; Karakter. 1982, 645 p.
2. Apollyon. 1982, 526 p.
3. Eiken van Dodona; Noorderlicht. 1983, 720 p.
4. De doopvont. 1983, 541 p.
5. Bloesemtak; Tijding van ver; De Golbertons. 1984, 694 p.
6. Fantastische vertellingen; Fantastische vertellingen, tweede bundel; Fantastische vertellingen, derde bundel; De Laatste eer; De wingerdrank. 1984, 711 p.
7. De korenharp; Bij gaslicht; Zwanenpolder; Het eiberschild. 1985, 752 p.
8. Vertellingen van generzijds; De korenharp, nieuwe reeks; Studiën in volksstructuur; Mevrouw en meneer Richebois; Onderweg naar de Beacons. 1985, 738 p.
9. De zigeuners; De aktentas; Centrum van stilte; Lente; Verspreide verhalen. 1986, 725 p.
10. Verspreide verhalen; Idem; Gedichten; Drie toneelstukken; Halte Noordstad. 1986, 719 p.
11. Haagse mijmeringen; Wandelingen door Den Haag en omstreken; Geachte confrère; Juridische varia; Plato's dood; Bint scenario's; Varia. 1988, 634 p.
12. Kritisch proza. 1989, 623 p.
13. Kritisch proza, addenda, bibliografie, registers. 1991, 659 p.

## Namen
Opvallend zijn de namen die hij gebruikt in zijn romans. In Bint komt het volgende rijtje voor: Peert – Kiekertak – Bolmikolke – Klotterbooke – Taas Daamde – Whimpysinger – De Moraatz – Van der Karbargenbok – Surdie Finnis - Schattenkeinder. Enkele namen uit Karakter: Dreverhaven – Katadreuffe – Stroomkoning – Te George – Rentenstein – De Gankelaar – Den Hieperboree. In Blokken zijn de enige namen Glüschaint - De Marcas - Tannenhof - Tekalopte - Ypsilinti.

## Prijzen
- 1949 - Prijs voor kunsten en wetenschappen voor Noorderlicht
- 1953 - P.C. Hooft-prijs voor De doopvont en Studiën in volksstructuur
- 1957 - Constantijn Huygens-prijs voor zijn gehele oeuvre

## Verfilmingen
- 1971 - Karakter, miniserie van Walter van der Kamp, met Ko van Dijk als Dreverhaven en Lex van Delden als Katadreuffe
- 1972 - Bint, televisiespel van Jan Blokker en Krijn ter Braak, uitgezonden door de Vpro
- 1997 - Karakter, bioscoopfilm van Mike van Diem, won Academy Award voor beste niet-Engelstalige film, met Jan Decleir als Dreverhaven en Fedja van Huêt als Katadreuffe

## Over F. Bordewijk
- V.E. van Vriesland: F. Bordewijk. Een inleiding tot en keuze uit zijn werk (1949)
- P.H. Dubois: Over F. Bordewijk. Een karakteristiek van zijn schrijversarbeid (1953)
- W.F. Hermans: Bordewijk's jeugdportret. Opgenomen in Ik draag geen helm met vederbos (1979)
- M. Dupuis: Over F. Bordewijk (1980)
- Th. Govaart: Meesterschap over het monster. Over het werk van F. Bordewijk (1981)
- P.H. Dubois en H. Scholten (red.): Over F. Bordewijk (1982)
- R.H. Zuidinga: Mr. F. Bordewijk (1982)
- N. Gregoor: Gesprekken met F. Bordewijk (1983)
- Frans Kellendonk: Het werk van de achtste dag. Over de verhalen van F. Bordewijk (1985)
- A.H. den Boef: F. Bordewijk, Karakter (1988)
- J. van de Sande: F. Bordewijk, Blokken, Knorrende beesten, Bint (1989)
- Bordewijknummer van Preludium 6 (1989-1990) 2/3
- S. Bakker. Ik ben maar een dilettant. F. Bordewijk 1884-1965 (1991)
- R. Vugs: F. Bordewijk, een biografie [diss.] (1995)
- H. Anten: Het bekoorlijk vernis van de rede. Over poëtica en proza van F. Bordewijk [diss.] (1996)
- D. Cumps: De psychomachische verhaalwereld van F. Bordewijk (1884-1965) en de mythe van de hermafrodiet: een interpretatie [diss.] (1998)
- J. Buschman: Den Haag, stad, boordevol Bordewijk. Een literaire wandeling door het Den Haag van F. Bordewijk (1999)
- A. van Luxemburg-Albers: Betreft Bint: Bint van Bordewijk modernistisch bekeken [diss.] (2002)
- H. Anten: F. Bordewijk. Kritisch Literatuur Lexicon 1984 - 2008
- E. Kamp: Ferdinand en Johanna - Dubbelbiografie van schrijver F. Bordewijk en componiste J. Bordewijk-Roepman (2016)